# رضایت (ترانه لورا برانیگن)
«رضایت» (به انگلیسی: Satisfaction) تک‌آهنگی از هنرمند اهل ایالات متحده آمریکا لورا برانیگن است که در سال ۱۹۸۴ میلادی منتشر شد. این تک‌آهنگ در آلبوم کنترل نفس (آلبوم) قرار داشت.